# تشارلز ديفيس
تشارلز ديفيس (بالإنجليزية: Charles Davis) هو سياسي بريطاني وأسترالي (وحمل سابقاً جنسية المملكة المتحدة لبريطانيا العظمى وأيرلندا)، ولد في 14 فبراير 1884، وتوفي في 27 يناير 1959. حزبياً، نشط في حزب العمال الأسترالي (فرع جنوب أستراليا) ‏. وقد انتخب عضو مجلس النواب جنوب أستراليا من الجمعية عن دائرة Electoral district of Port Pirie ‏ وقد انضم خلال فترته النيابية (17 فبراير 1947 – 27 يناير 1959)  للكتلة البرلمانية حزب العمال الأسترالي (فرع جنوب أستراليا) ‏.